# كرة الدفع
كرة الدفع أو الدُحروجة هي لعبة يلعبها فريقان في ملعب يبلغ طوله عادةً 130 متراً وعرضه 46 متراً، بكرة قطرها 1.8 متر ووزنها 23 كغ. من حين لآخر، استخدمت كرات أثقل بكثير.